# Eau de rétention
L'eau de rétention fait référence à l'eau maintenue contre l'effet de la gravité, dans le sol, et qui adhère à des pores inférieurs à 10 µm en raison de la tension superficielle de l'eau. En gros, ce sont les pores moyens et fins du sol. 
L'eau de rétention représente l'humidité du sol au sens le plus étroit. Le terme eau du sol, d'autre part, comprend également la proportion de sol saturé d'eau qui peut s'écouler sous forme de lixiviat. 
L'eau de rétention comprend l'eau capillaire qui est retenue par les ménisques (surfaces d'eau concaves) et l'eau d'adsorption qui se dépose à la surface des particules de sol sans former de ménisques. L'eau dans les pores fins est si fortement liée que les plantes peuvent difficilement l'absorber (eau morte). En revanche, l'eau dans les pores moyens est disponible pour les plantes et représente la mesure de la disponibilité en eau d'un lieu (capacité utile au champ). Les plantes utilisent l'eau de rétention pendant les périodes sèches pour leur approvisionnement jusqu'au « point de flétrissement ». 

## Teneur en eau contingente dans les sols
Plus la matière organique est tensioactive et poreuse dans le sol, plus elle contient d'eau de rétention, car les colloïdes de l'humus lient plus d'eau de rétention que les minéraux argileux. 
Les sols avec une texture plutôt fine, c'est-à-dire les sols riches en argile ou en limon, ont plus d'eau de rétention que les sols sableux, dans lesquels la plus grande part de l'eau s'infiltre.  Dans les sols extrêmement limoneux, une telle quantité d'eau peut être liée dans les pores moyens, que des conditions d'engorgement avec caractéristiques hydromorphes (Rostflecken, tâche gris-blanc et rouille) peuvent être atteintes. C'est le cas des sols du type pseudogley. 